# Rinorea seleensis
Rinorea seleensis är en violväxtart som beskrevs av De Wild.. Rinorea seleensis ingår i släktet Rinorea och familjen violväxter. Inga underarter finns listade i Catalogue of Life.